# Сейсмостійке будівництво

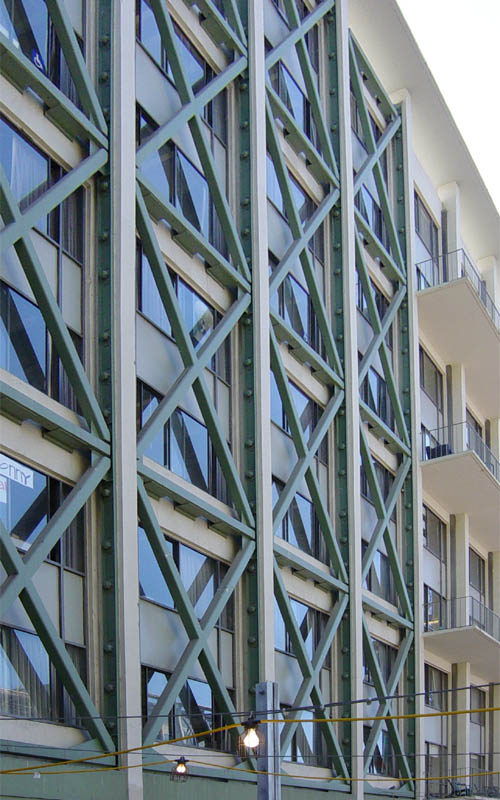
Сейсмостійке будівництво: сталева ферма спального корпусу Університету Берклі.

Сейсмостійке будівництво передбачає зведення будівель і споруд у сейсмічних районах, до яких висуваються особливі вимоги, які викладені у державних будівельних нормах (ДБН В.1.1-12 2014 «Будівництво у сейсмічних районах України»). 

## Загальний опис
При будівництві на територіях з силою землетрусів до 6 балів, спеціальних конструктивних вимог до будівель не висувається. У 6-бальній зоні підвищуються вимоги до якості будівельних матеріалів і робіт. У 7-9-бальних зонах будівництво ведуть з обов'язковим здійсненням антисейсмічних заходів. У 10–12-бальних зонах господарське освоєння територій є недоцільним. 
Найбільш сейсмічними районами в Україні є Прикарпаття, Одещина та Крим. У цих районах проживає кожен десятий громадянин України. 
Спостереження за наслідками численних землетрусів показали, що в різних частинах одного сейсмічного району вони значно відрізняються за інтенсивністю. Так, інтенсивність струсу на поверхні землі на ділянках із сипкими ґрунтами є у 15 разів більшою, ніж на ділянках із скельними. Тому будівельними нормами введено поняття уточненої сейсмічності, за якою складають карти мікросейсморайонування. Сейсмічність конкретного будівельного майданчика залежно від ґрунтових умов встановлюють за даними таблиці:

До першої (І) категорії належать: скельні ґрунти всіх видів, невивітрілі та слабковивітрілі; великоуламкові ґрунти малого ступеня водонасичення з магматичних порід, що містять до 30% піщано-глинистого заповнювача. 
До другої (ІІ) категорії належать: скельні ґрунти, вивітрілі та дуже вивітрілі; великоуламкові ґрунти, крім тих, що віднесені до І категорії; піски гравелисті, крупні та середньої крупності, щільні й середньої щільності, малого і середнього ступеня водонасичення; піски дрібні та пилуваті, щільні й середньої щільності, малого ступеня водонасичення; глинисті ґрунти з показником текучості IL ≤ 0,5 і коефіцієнтом пористості e < 0,9 для глин та суглинків і e < 0,7 для супісків. 
До третьої (ІІІ) категорії належать: піски пухкі незалежно від вологості й крупності; піски гравелисті, крупні та середньої крупності, щільні і середньої щільності, водонасичені; піски дрібні та пилуваті, щільні й середньої щільності, середнього ступеня водонасичення та насичені водою; глинисті ґрунти з показником текучості IL > 0,5; глинясті ґрунти з показником текучості IL < 0,5 та коефіцієнтом пористості e ≥ 0,9 для глин та суглинків і e ≥ 0,7 для супіску. 
До сейсмічних впливів більш стійкими є будівлі у формі близької до кола чи квадрата. Тому, в сейсмічних зонах не рекомендується будувати будівлі великої протяжності по довгій осі. При відсутності такої можливості застосовуються антисейсмічні шви, ширину яких розраховують з урахуванням висоти будинків. 
На початку ХХІ ст. реалізуються два напрямки в сейсмостійкому будівництві:
	підвищення сейсмостійкості конструкції надземної частини будівель;
	захист їх від сейсмічних впливів за допомогою сейсмоізоляторів.
Принципи забудови сейсмонебезпечних територій полягають у наступному. Майданчики під забудову вибирають на основі карт мікросейсморайонування та детального сейсморайонуванні з урахуванням категорій ґрунтів за міцністю, несучою здатністю, наявністю та глибиною залягання ґрунтових вод. Конструкції будинків приймаються з дотриманням загальних правил сейсмостійкого будівництва (мінімізація маси, симетричність конструктивних схем з рівномірним розподілом жорсткостей і маси конструкцій, облік пластичних деформацій окремих елементів будівель і споруд). Підвищена жорсткість і міцність будівель забезпечується створенням антисейсмічних поясів, каркасів і ребер жорсткості. 
Підвищення жорсткості фундаментів досягається за рахунок: 
- 1. Збільшення жорсткості основи шляхом поверхневого ущільнення важкими трамбовками, застосування розподільних ґрунтових подушок, глибинного ущільнення ґрунтовими палями, водозниження, ін’єкційного закріплення, застосування паль із проміжною ґрунтовою подушкою.
- 2. Закладання фундаментів на одному рівні при однаковому статичному тиску під підошвою.
- 3. Переважного застосування монолітних чи збірно-монолітних стрічкових, перехресних і суцільних плитних фундаментів. Стики перехресних фундаментів обов’язково підсилюються арматурними сітками. Якщо окремі фундаменти колон каркасних будинків не витримують зусиль сейсмічних навантажень, їх з’єднують із сусідніми залізобетонними фундаментними балками.

У фундаментах і стінах підвалів, споруждених із великих блоків, слід перев’язувати кладки в кожному ряді, а також у всіх кутах та перетинах. У районах з розрахунковою сейсмічністю 9 балів кути й перетини стін у будинках повинні бути посилені шляхом закладання в горизонтальні шви арматурних сіток. 
Пальові фундаменти з проміжною подушкою застосовують у тих же ґрунтових умовах, що й звичайні пальові фундаменти. Обидва ці типи фундаментів повинні застосовуватися на основі техніко-економічних обґрунтувань. Проте інколи пальові фундаменти з проміжною подушкою можуть виявитися економічно більш доцільнішими за традиційні пальові фундаменти.
- 4. Облаштування у новобудовах поясів жорсткості та антисейсмічних швів за умови забезпечення рівноміцності вузлів при рівномірному розподілі мас і жорсткостей.
- 5. Забезпечення низького розташування центра ваги, уникаючи значних ексцентриситетів із застосованням полегшених конструкцій.

Залежно від категорій будівель за капітальністю (I, II, III) вирішуються питання їх розташування і капітальних витрат. Особливі вимоги пред’являють до архітектурно-планувальних рішень. Планування міст і мікрорайонів, висота та форма будівель, габарити та їх просторова орієнтація в плані повинні корелюватися з напрямками, частотами та довжинами сейсмічних хвиль. 
Сейсмостійкість будівель також забезпечується:
	правильним вибором майданчика під будівництво на основі карт мікросейсморайонування, детального сейсмічного районування та інженерно-геологічних вишукувань;
	правильним компонуванням споруд;
	правильними конструктивними рішеннями.

Землетрус на двох моделях будинків.

Для будівництва міст, селищ і промислових районів сейсмічно сприятливим є спокійний рельєф, скельні грунти та глибоке залягання ґрунтових вод. Несприятливими є території з хвилястим рельєфом, пухкими, неконсолідованими, обводненими грунтами, неглибоким заляганням ґрунтових вод, зсувними схилами, заплавними територіями.
Застосування таких заходів вимагає значних додаткових економічних витрат. Тому вибір заходів робиться залежно від призначення будівлі та її довговічності. Монументальні будівлі, особливо капітальні, споруди громадського призначення є спорудами найвищої категорії складності, тому їх сейсмічність підвищується на одиницю. Інші споруди віднесено до середніх категорій, а тимчасові і полегшені господарські споруди – до найнижчої категорії. Всі споруди останньої категорії, незалежно від району будівництва, мають розрахункову сейсмічність у 6 балів і застосування спеціальних антисейсмічних заходів не потребують.
Недотримання правил освоєння сейсмонебезпечних територій призводить до непоправного збитку і трагічних наслідків, що підтверджується численними прикладами.